# Толочинський район
Толочинський район (біл. Талачынскі раён) — адміністративна одиниця на півдні Вітебської області.
Адміністративний центр району — місто Толочин.

## Географія
Територія району — 1500 км². Річки: Оболянка.

## Населення
Транзитний характер району (транзитні н.п. — Толочин і ін.) відбивається не тільки на специфіці інфраструктури, але й на жителях.
Жителі багато їздять на заробітки до Росії та на Захід. Повертаючись, будуються, ремонтують будинки. Рівень життя вищий, ніж в інших районах області

### Чисельність
Населення району — 36,4 тис. чоловік. Національний склад за результатами перепису населення 1999 року:
- Білоруси — 90,6 %
- Росіяни — 7,1 %
- Українці — 0,9 %
- Інші національності — 2,1 %.

## Адміністративний поділ
У районі 268 сіл, 7 храмів.

## Економіка
Всі основні промислові підприємства зосереджені в смт Коханово та в районному центрі.
Є нагорода — Грамота за ефективне використання сільськогосподарських угідь (упорядковані сади, оброблювані поля).

### Підприємства
- «Коханівський екскаваторний завод»
- Льонозаводи
- Підприємство з виробництва труб
- «Толочицький консервний завод»

### Транспорт
Через район проходить автомобільна траса Берестя — Мінськ — Москва, залізниця того ж напрямку (є станції Толочин, Коханово й Славне), газопровід Ямал — Європа, кілька ниток газопроводу Торжок — Мінськ — Івацевичи, нафтопровід Унеча — Дієна.

### Туризм
Обов'язкові пункти туристичної програми — міський сад, Друцьк (у свій час столичне місто князівства; городище, де колись стояв замок) і Рацевська садиба, що спеціалізується на мисливському туризмі.

## Визначні пам'ятки
- Свято-Покровский жіночий монастир
- Двохсотлітній православний храм
- Костьол Святого Антонія

## Цікаві факти
У селі Воронцевичи є сільська школа, кожний з 8 класів якої розташовується в окремому будинку. У школі на вісім будинків — 6 музеїв, які створили й підтримують самі школярі і їхні наставники.